# محافظة دوبريكا
دوبريكا هي محافظة غينية تقع في إقليم كنديا. عاصمتها هي دوبريكا. تبلغ مساحة المحافظة 4350 كيلومتر مربع ويبلغ عدد سكانها 330548 نسمة.

## المحافظات الفرعية
تنقسم المحافظة إدارياً إلى 7 محافظات فرعية :
1. دوبريكا مركز
2. بادي
3. فالساد
4. خريرا
5. واسو
6. تانني
7. توندون